# Der Skorpion und der Frosch

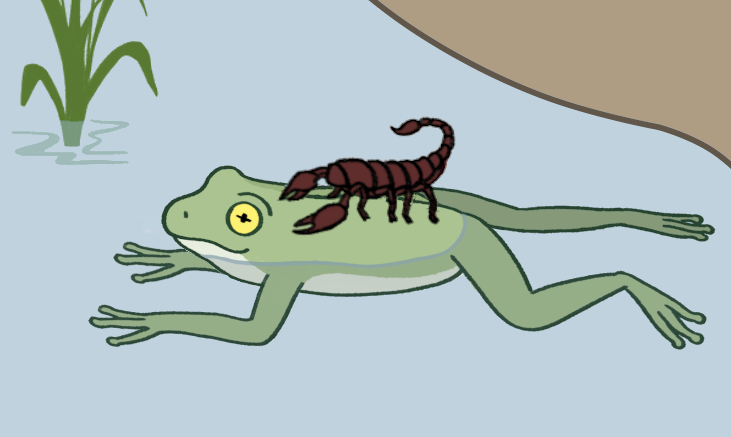
Der Frosch trägt den Skorpion über den Fluss.

Der Skorpion und der Frosch, seltener auch Der Frosch und der Skorpion, ist der Titel einer Tierfabel, deren Grundmuster erst nach dem 12. Jahrhundert im Vorderen Orient entstanden sein dürfte. In weiteren Erzählvarianten treten an die Stelle des Frosches eine Schildkröte oder ein Fuchs. Die Fabel muss über diverse Überlieferungen von Kalila und Dimna in die Gegenwart gelangt sein, entweder indem sie aus dem Bestand der orientalischen Volksmärchen adaptiert oder von einem einfallsreichen Übersetzer hinzugedichtet wurde. Fälschlich wird die Fabel dem griechischen Dichter Äsop (lebte wahrscheinlich im 6. Jahrhundert v. Chr.) zugeschrieben, in dessen überliefertem Werk sich jedoch nur die Fabel Der Frosch und die Maus findet, die jedoch eine gänzlich andere Moral hat. Das Motiv des selbstmörderischen Angriffes des Skorpions kommt erst in den in westlichen Sprachen vorliegenden Versionen der Fabel vor, die spätestens mit dem Film Herr Satan persönlich (Originaltitel: Mr. Arkadin) von Orson Welles aus dem Jahr 1955 die Popkultur erreicht hat.

## Inhalt
Ein Skorpion kommt an einen Fluss, den er überqueren möchte. Der Skorpion bittet den Frosch, er möge ihn auf seinem Rücken über den Fluss tragen. Der Frosch lehnt dies ab, weil er befürchtet, vom Skorpion getötet zu werden. Der Skorpion überzeugt den Frosch mit dem Hinweis, dass er selbst kein Interesse habe zu sterben, weil er nicht schwimmen könne. Der Frosch willigt ein. Der Skorpion sticht trotzdem mitten im Fluss zu. Sterbend sucht der Frosch nach einer Erklärung. Der Skorpion verweist auf seinen Charakter, der ihm keine andere Wahl lasse, als zu stechen.

## Deutungsversuch
Im Gegensatz zum Märchen, dessen charakteristischer Zug darin besteht, dass das Gute siegt, zeigt die Fabel eine Verlierer-Verlierer-Situation: Frosch und Skorpion sterben. Die Aussage der Fabel zielt auf die mit dem Wesen einer Tierart verbundenen unveränderlichen triebhaften Eigenschaften ab. Obwohl der Skorpion die Tragweite eines Stiches für sich und den Frosch erkennt, sticht er trotzdem zu und vernichtet damit sich und seine Lebensgrundlage, nämlich den ihn tragenden Frosch. Wider alle Vernunft siegt die animalische Natur des Tieres. Dabei kann man dem Skorpion nicht mangelnde Weitsicht oder das Fehlen von vorausschauendem Denken vorwerfen, denn dem Frosch hat er klar dargelegt, dass ein gegen den Frosch gerichtetes Handeln auch für ihn negativ sei. Die mögliche Verlierer-Verlierer-Situation war beiden klar. Offensichtlich kommt eine dritte Kraft hinzu, nämlich das Wesen des Tieres, die sich entscheidender auswirkt und über die Frosch und Skorpion vor der Flussüberquerung nicht gesprochen haben.
Obwohl der Skorpion erkannt hatte, dass er sterben würde, bleibt seine animalische Natur stärker. Auch die fragenden Worte des sterbenden Frosches bewirken beim Skorpion weder Einsicht noch Umdenken. So ist er und so bleibt er. Das Wesen des Skorpions war stärker als die Vernunft. Der Frosch hätte den Skorpion nicht mitgenommen, wenn ihm sein Wesen vorher bewusst gewesen wäre.
Für den Menschen in der Rolle des Skorpions stellt die Fabel somit die Frage, ob er klüger und vernünftiger handeln kann, als der Skorpion in der Fabel. Erkennt der Mensch, dass er von scheinbar unabänderlichen Charakterzügen abweichen kann? Hat der Mensch (im Gegensatz zum Tier) mit dieser Fähigkeit einen Vorteil im Überlebenskampf? Für den Menschen in der Rolle des Frosches stellt sich die Frage, ob er den verstandesmäßig und weitsichtig formulierten Argumenten eines Mitmenschen trauen darf, oder ob trotz negativer Folgen für beide nicht letztlich negative Wesenszüge die Überhand behalten können?

## In den Medien
- 1955: In dem Thriller Herr Satan persönlich (Originaltitel: Mr. Arkadin) des US-amerikanischen Regisseurs Orson Welles erzählt der Milliardär Gregory Arkadin dem Abenteurer Guy van Stratten die Fabel und vergleicht seinen Charakter mit dem Skorpion.
- 1992: In dem Thriller The Crying Game des irischen Regisseurs und Drehbuchautors Neil Jordan wird die Fabel erzählt.
- 1997: Star Trek: Raumschiff Voyager, Folge Skorpion, Commander Chakotay verwendet sie in abgewandelter Form und in Bezug zu den Feinden der Voyager, den Borg.
- 2000: In der US-amerikanischen Fernsehserie Die Sopranos, die vom Leben einer italo-amerikanischen Mafiafamilie in New Jersey handelt, erwähnt Mafiaboss Tony Soprano die Fabel, vergleicht sich mit dem Skorpion und begründet damit sein kriminelles Verhalten als naturgegeben (Staffel 2, Episode 10: Mit dem Rücken zur Wand).
- 2005/2006: In der 6. Staffel der US-Serie Gilmore Girls weist Lorelei Gilmore während eines Streit mit ihrer Mutter auf die Fabel hin.
- 2011: Im Film Drive dient die Skorpion-Frosch-Fabel als Leitmotiv und wird in einer Szene des Films zitiert.
- 2014: Im Tatort Franziska (Episode 895) des Kölner Ermittlerduos Ballauf und Schenk fungiert die Fabel als Allusion. Der Geiselnehmer Daniel Kehl, der bis dahin noch als Unschuldiger inszeniert wird, spricht sein Opfer Franziska Lüttgenjohann auf die Fabel an und offenbart damit seine eigentlichen Absichten bezüglich ihrer Geiselnahme.
- 2015: Die Fabel spielt im Kinofilm Familienfest eine entscheidende Rolle.
- 2017: Im Film Papillon antwortet Louis Dega auf die Frage von Papi(llon), ob er mit auf die Flucht gehen wolle, mit Hinweis auf die Fabel, dass er nicht der Frosch sein wolle.
- 2017: In Staffel 4 Folge 3 der Serie The Marvelous Mrs. Maisel vergleicht sich Abe Weissman mit dem Skorpion, nachdem er gegenüber seiner Gemeinde, die er als Frosch bezeichnet, an einer von ihm verfassten schlechten Kritik festhält und sein Umfeld wissen lässt, auch weiterhin seinem Berufsethos als Journalist und Kritiker treu bleiben zu wollen.
- 2018: In der 10. Folge der Animeserie Megalobox steht die Geschichte in Analogie zu der Beziehung zwischen dem Boxer Joe und seinem Manager Gansaku Nanbu.
- Michael Köhlmeier erzählt die Geschichte in BR-alpha.
- 2018: In der US-Serie Brooklyn Nine-Nine vergleicht Rosa Diaz in der 13. Folge der 5. Staffel die Skorpion-Frosch-Fabel mit einer Geiselnahme.
- 2020: In der Netflix-Serie The Umbrella Academy erzählt Klaus (Robert Sheehan) in der 4. Folge der 2. Staffel seiner Schwester Allison (Emmy Raver-Lampman) diese Fabel.
- 2020: In der Netflix-Serie After Life erzählt Witwe Anne in Staffel 2 Folge 2, dem Protagonisten Toni von der Fabel
- 2021: In der TV-Show Jersey Shore: Family Vacation, 4. Staffel, erzählt Michael „The Situation“ Sorrentino den streitenden Anwesenden eine eher konfuse, improvisierte und lückenhafte Version dieser Fabel, um den Streit zu schlichten.
- 2023: In der Serie Killing Eve, 4. Staffel, Folge 03 fragt Eve Villanelle, ob sie die Fabel kenne. Sie erklärt ihr, dass der Skorpion seine Natur nicht ändern könne (ebenso wenig wie Villanelle).

## Quelle
- Arata Takeda: Blumenreiche Handelswege Ost-westliche Streifzüge auf den Spuren der Fabel: Der Skorpion und der Frosch. In: Deutsche Vierteljahrsschrift für Literaturwissenschaft und Geistesgeschichte. 85. Jg., Heft 1, 2011, S. 124–152 (uni-tuebingen.de [PDF]).